# Palanpur
Palanpur (en guyaratí: પાલનપુર ) es una ciudad de la India capital del distrito de Banaskantha, en el estado de Guyarat.

## Geografía
Se encuentra a una altitud de 217 m s. n. m. a 126 km de la capital estatal, Gandhinagar, en la zona horaria UTC +5:30.

## Demografía
Según estimación 2010 contaba con una población de 13 150 habitantes.